# Перт-енд-Кінросс
Перт-і-Кінро́сс (англ. Perth and Kinross, шотл. гел. Peairt agus Ceann Rois) — область у складі Шотландії, одна з 32 областей Шотландії. Розташована в центрі країни. Адміністративний центр — Перт. Межує з областями Абердиншир, Анґус, Аргілл-і-Б'ют, Данді, Клакманнаншир, Стерлінґ, Файф і Гайленд.

## Історія
Територія області була заселена в епоху мезоліту. Знайдені археологами предмети свідчать про те, що люди, які займалися полюванням і збиранням, прийшли в ці краї більше восьми тисяч років тому. У Перті і Кінроссі є безліч артефактів, що належать до епохи неоліту, серед них кромлехи в пагорбах Очіл-Гіллс, неподалік від села Амондбенк (Almondbank), сліди, залишені стародавніми землеробами на південних схилах Бен Лоерс. Кромлех поблизу від Перта був побудований близько шести тисяч років тому, коли жителі цих місць почали обробляти землю. Найбільше число доісторичних артефактів знайдено в околицях села Фортінґолл. У самому Фортінґолле знаходиться курган, зведений в бронзовому столітті. Перші штучні острови в озері Тей з'явилися більш 4.000 років тому. Острови давали прихисток від войовничих сусідів і хижаків, що населяли шотландські лісу.
З часів римського завоювання збереглися фортеця У Карпоу, форт Берта, побудований у місці злиття річок Амонда і Тей, частину валу і рову, що оточували римський форт в Кінкладі. Досі збереглися сліди деяких оборонних споруд, побудованих піктами, у тому числі вали форту на пагорбі Баррі-Гілл на північний схід від Аліта (Alyth). За переказами, у цьому форті була заточена Гвіневера, дружина короля Артура. До часів піктських королівств також відноситься безліч артефактів, знайдених у Аліте.
У 1689 році на півночі області відбулася знаменита битва при Кіллікранкі. Невеликий загін якобітів під командуванням Джона Грема Клавергауса, віконта Данді, на прізвисько Бонні Данді напав на урядове військо чисельністю близько 4.000 чоловік. Результат битви був вирішений за десять хвилин. Горяни здобули блискучу перемогу, перебивши чи не половину англійців. Бонні Данді загинув в ході бою.
У 1929 році був створений єдина рада Пертшир і Кінросс.
Унітарна область Перт і Кінросс утворена в 1996 році відповідно до «Акту про місцеве самоврядування», прийнятий британським парламентом у 1994 році. Раніше ця територія була частиною області Тейсад.

## Ландшафт
Ландшафт області неоднорідний: на південному сході області стеляться рівнини, велику частину цього району займає Центральна долина (Midland Valley). Тут простяглися пагорби Очіл-Хіллс (Ochil Hills) і Сідлі-Гіллс висотою від 450 до 600 метрів. У північній і північно-західній частинах знаходяться Грампіанські гори і Гайлендс, в цьому районі розташовані гірські піки висотою до 1.200 метрів. Найвищою точкою Перта і Кінросс є Бен Лоерс, одна з вершин Грампіанських хребта, висота гори складає 1.214 метрів.
Гірські схили порізані ущелинами, тут зустрічається безліч льодовикових озер, таких як Лох-Раннох, Лох-Таммела, Лох-Тей, Лох- Ерн. Фауна цієї території характеризується великою різноманітністю. На території Перта і Кінросс знаходиться декілька державних заповідників і національних парків, у тому числі заповідники Бен Лоерс і Лох-Левен, національний парк Лох-Ломонд.

## Економіка
Головну роль в обласній економіці відіграє сектор послуг, насамперед, сфера фінансових послуг. Важливе місце також займає туризм, особливо в гірських північно-західних районах. Виробничий сектор представлений, головним чином, підприємствами харчової промисловості та заводами з виробництва віскі.

## Памя'тки
До числа історико-архітектурних пам'яток області Перт і Кінросс входять замки Лохлевен, Макдаффі, Метвен, Блер, Едінампл, вежа у селі Абернеті, церква в готичному стилі у Аліте, маєток у Очліне, готель Ґленіґлс про Охтерардере, собор у Данкельде, церква в Ерролі.
Серед інших визначних пам'яток — тис, що росте на кладовищі в селі Фортінґолл. За різними оцінками, вік цього дерева становить від 3.000 до 5.000 років, воно є найстаршим живим деревом в Європі. У Фортінґоллі також знаходиться велика експозиція скульптур раннього середньовіччя. На розташованому в Аберфелді заводі з виробництва віскі знаходиться великий екскурсійний центр, що привертає безліч туристів.

## Найбільші міста
Міста з населенням понад 3 тисячі осіб:
| № | Місто      | Населення, осіб (2006) |
| - | ---------- | ---------------------- |
| 1 | Перт       | 43 680                 |
| 2 | Блейґоврі  | 8 090                  |
| 3 | Кріфф      | 7 050                  |
| 4 | Кінросс    | 4 680                  |
| 5 | Нью-Скон   | 4 490                  |
| 6 | Очтерардер | 4 450                  |